# Orthotrichum diaphanum
Orthotrichum diaphanum là một loài Rêu trong họ Orthotrichaceae. Loài này được Schrad. ex Brid. mô tả khoa học đầu tiên năm 1801.

## Hình ảnh

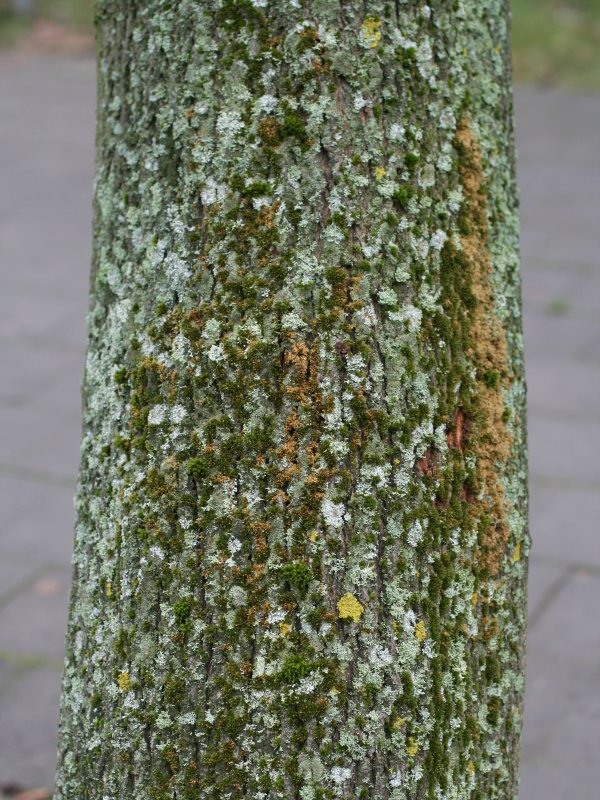
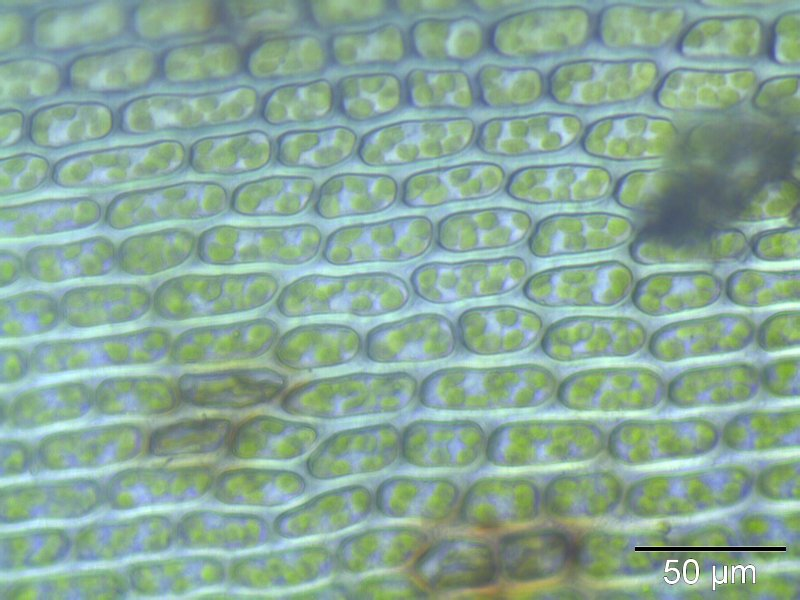
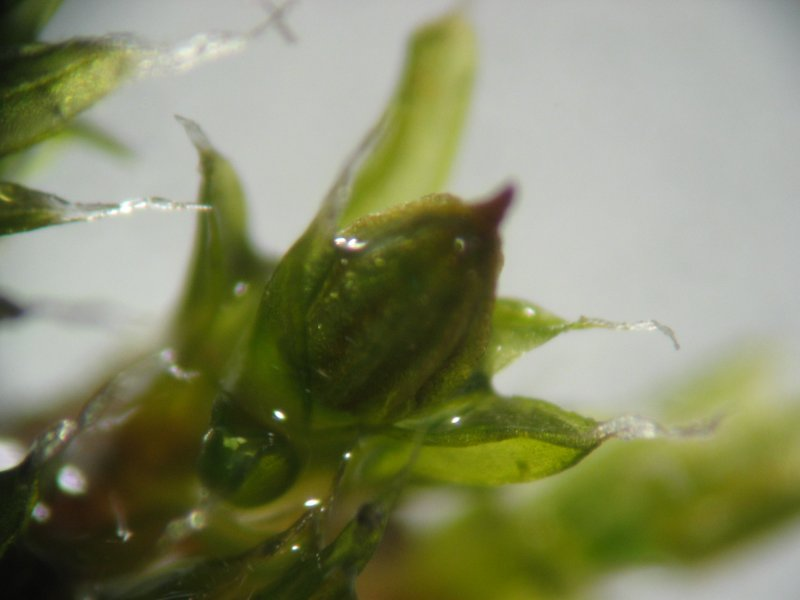
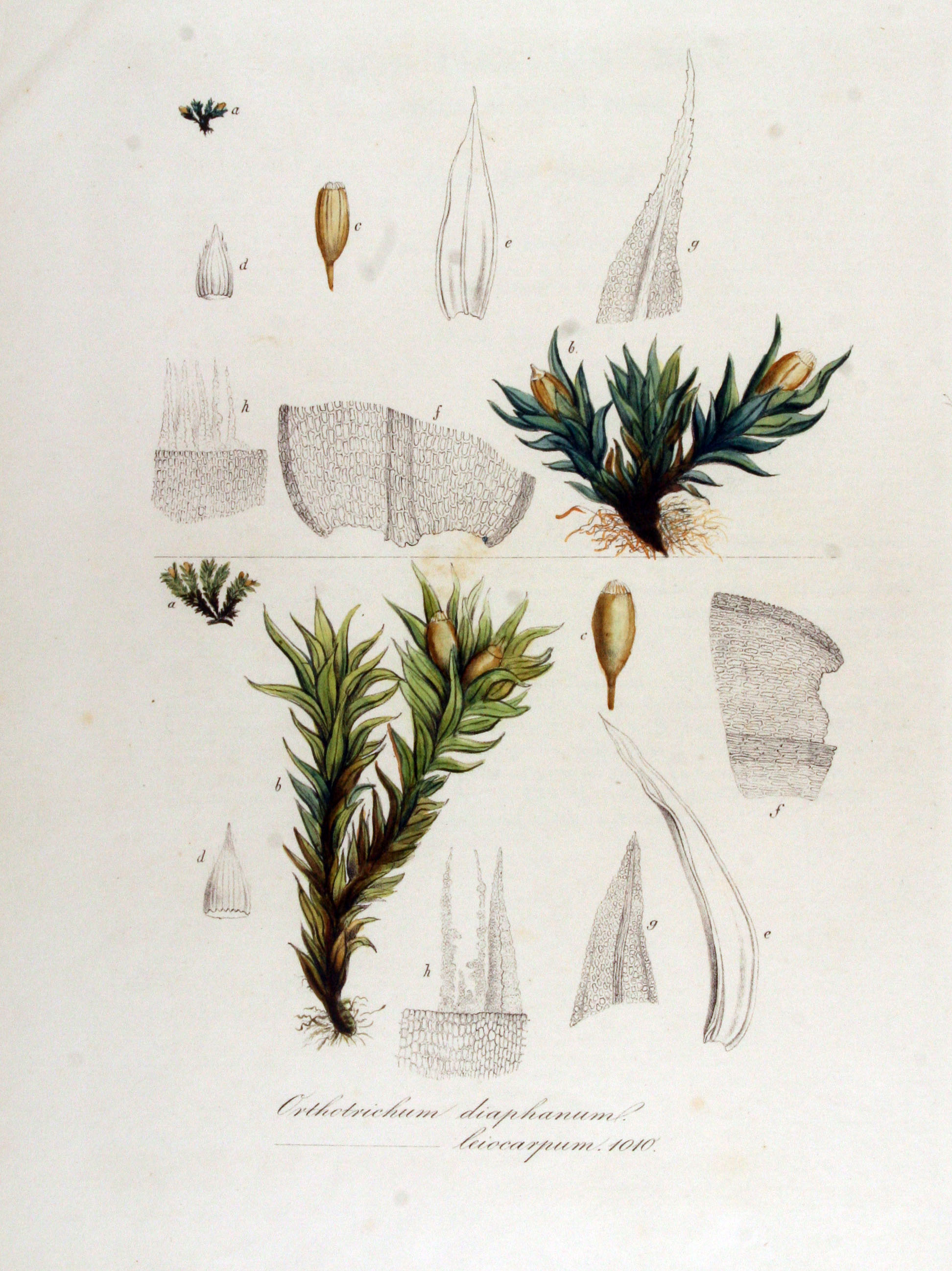